# 托木尔河
托木尔河，也称托木尔苏河、铁米尔苏河，位于中华人民共和国新疆维吾尔自治区阿克苏地区温宿县西北部的一条河流，是库玛拉克河左岸支流，发源于天山山脉托木尔峰南坡冰川区，大体自东北向西南流，于阿克塔什西南约6千米处汇入库玛拉克河。河流全长63.5千米，流域面积1018平方千米，年均径流量约6.12亿立方米。托木尔河流域共有现代冰川98条，冰川总面积与储量分别约为532km3与118km3。2012年，托木尔河流域内计划投资27.08亿元建成三级水电站。
托木尔河（铁米尔苏河）东岸台地上曾发现清朝在中吉边界设置的戍边关卡－塔什阔坦关卡遗址。